# Giuseppe Favero
Giuseppe Favero   (Settimo Torinese, 20 de desembre de 1931 - Settimo Torinese, 9 de setembre de 2020) va ser un ciclista italià, que fou professional entre 1953 i 1959. En el seu palmarès destaca una victòria d'etapa a la París-Niça de 1958 i una tercera posició a la Milà-Sanremo de 1954. De 1953 a 1957 fou gregari de Fausto Coppi.

## Palmarès
- 1952
  - 1r a la Copa Ciutat d'Asti
- 1953
  - 1r a la Milà-Busseto
- 1958
  - Vencedor d'una etapa al París-Niça

### Resultats al Giro d'Itàlia
- 1954. 60è de la classificació general
- 1955. 50è de la classificació general
- 1956. Abandona
- 1957. Abandona
- 1958. Abandona
- 1959. Abandona

### Resultats a la Volta a Espanya
- 1956. 27è de la classificació general